# West Sea
A West Sea - Estaleiros Navais é uma empresa de construção naval do grupo Martifer.
A empresa assumiu a subconcessão dos terrenos anteriormente ocupados pelos Estaleiros Navais de Viana do Castelo (ENVC) após ter vencido o concurso público internacional da sua subconcessão.
O acordo da subconcessão incluiu o uso exclusivo dos terrenos, edifícios, infraestrutura e algum equipamento dos antigos ENVC até 31 de Março de 2031, mediante o pagamento pelo grupo Martifer ao Estado português de uma renda de 415 mil euros por ano.
O objectivo anunciado para a empresa seria especializar os estaleiros no apoio às plataformas de exploração marítima de gás e petróleo.

## Cronologia
- Em 2014-01-07, a West Sea assinou o contrato de subconcessão dos terrenos e infraestrutura dos ENVC.[3]Instalações dos Estaleiros da West Sea em Viana do Castelo

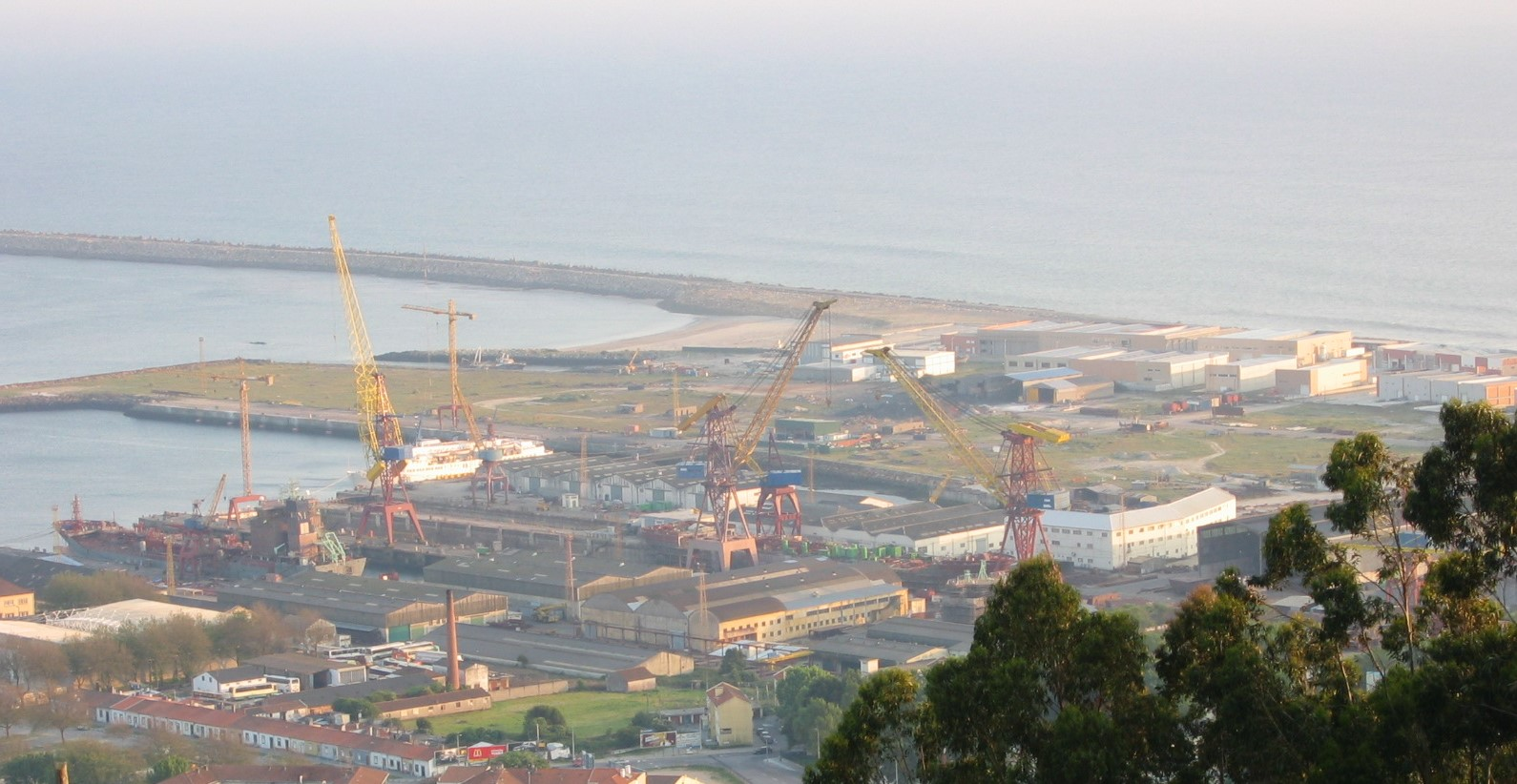
Instalações dos Estaleiros da West Sea em Viana do Castelo

- Em 2014-03-10, a West Sea comprou aos ENVC, em leilão, um guindaste de 466 toneladas dos estaleiros.[4]

- Em 2014-03-14, o presidente da West Sea, Carlos Martins, acertou com a administração dos ENVC a posse dos terrenos e infraestrutura daquela empresa a partir do dia 1 de Maio de 2014.[5]

- Em 2014-12-19, a West Sea assinou o primeiro contrato de construção naval, de um navio-hotel para a Douro Azul.[6]

- Em 2014-12-19, o ministro da defesa do XIX Governo Constitucional de Portugal, José Pedro Aguiar-Branco, anunciou a construção de dois novos navios patrulha oceânica da classe Viana do Castelo, o NRP Sines e NRP Setúbal, com um contrato celebrado com a construtora naval West Sea.[7]

- Em 2017-05-03 foi realizada a cerimônia de flutuação do NRP Sines. Durante a cerimónia o Ministro da Defesa Nacional José Alberto Azeredo Lopes elogiou a West Sea por cumprir "religiosamente" o contrato de construção de dois Navios Patrulha Oceânico, o NRP Sines e NRP Setúbal.[8]

- Em 2018-07-20 foi realizada a cerimônia de batismo do NRP Sines nos estaleiros navais da West Sea em Viana do Castelo.[9]

- Em 2018-07-30 o primeiro-ministro de Portugal, António Costa, anunciou a intenção de realizar a construção do Navio Polivalente Logístico para a Marinha de Portugal bem como seis navios-patrulha oceânicos, pela West Sea.[10]
- Em 2018-11-09 foi assinado um contrato entre a Mystic Cruises e a West Sea, no valor de 118 milhões de euros, para a construção de 2 navios de cruzeiro para expedições polares, com 126 metros de comprimento e equipado com tecnologia Rolls-Royce.[11][12]
- Em 2018-11-13 é noticiado pela imprensa, que os estaleiros West Sea já empregam mais de 1000 trabalhadores, tornando-se um dos principais estaleiros da Península Ibérica.[13]
- Em 2020-01-10 a Mystic Cruises encomendou à West Sea mais 4 navios cruzeiro para expedições polares, por um valor superior a 286 milhões de euros.[14][15]
- Em 2023-12-21 a West Sea assinou um contrato com a Ryobi Holdings para a construção de um navio de luxo, no valor de 100 milhões de euros.[16]
- Em 2023-12-29 foi assinado o contrato para a construção de 6 Navios de Patrulha Oceânica, da classe Classe Viana do Castelo, estes navios serão acrescidos de novas capacidades militares, sendo até à data, o maior contrato assinado pelo Estaleiro da West Sea.[17][18]
- Em 2024-04-26 o estaleiro avança com um investimento de 24 milhões de euros para a construção de uma nova doca seca, que permitirá a construção e reparação de navios até 200 metros de comprimento e 45 de largura.[19]

## Navios construídos
Lista de Navios construídos nos estaleiros da West Sea, por tipologia:
| Nome da embarcação           | Imagem               | Ano              | Cliente                                            |
| Cruzeiros de Rio             | Cruzeiros de Rio     | Cruzeiros de Rio | Cruzeiros de Rio                                   |
| ---------------------------- | -------------------- | ---------------- | -------------------------------------------------- |
| Viking Osfrid                | (Imagem Ilustrativa) | 2016             | International Mystic Sails, Ltd.                   |
| Scenic Azure                 | (Imagem Ilustrativa) | 2016             | Waratah Unipessoal Lda.                            |
| Douro Elegance               | (Imagem Ilustrativa) | 2017             | Priority Dolphin, S.A.                             |
| Douro Serenity               | (Imagem Ilustrativa) | 2017             | Priority Dolphin, S.A.                             |
| Emerald Radiance             | (Imagem Ilustrativa) | 2017             | Waratah Unipessoal Lda.                            |
| Douro Splendour              | (Imagem Ilustrativa) | 2018             | Priority Dolphin, S.A.                             |
| Amadouro                     | (Imagem Ilustrativa) | 2019             | Tenderness Winds - Unipessoal, Lda.                |
| A Rosa Alva                  | (Imagem Ilustrativa) | 2019             | Tenderness Winds - Unipessoal, Lda.                |
| Viking Helgrim               | (Imagem Ilustrativa) | 2019             | International Mystic Sails, Ltd.                   |
| São Gabriel                  | (Imagem Ilustrativa) | 2020             | Douro Azul / Uniworld                              |
| Avalon Alegria               | (Imagem Ilustrativa) | 2023             | Avalon Waterways                                   |
| Douro Estrela                | (Imagem Ilustrativa) | 2024             | APT Luxury Travel                                  |
| AmaSintra                    | (Imagem Ilustrativa) | 2025             | Douro Azul                                         |
| Dragas                       |                      |                  |                                                    |
| José Duarte                  |                      | 2018             | Dragus Int, Lda                                    |
| Navios Militares             |                      |                  |                                                    |
| NRP Sines (P362)             |                      | 2018             | Marinha Portuguesa / Ministério da Defesa Nacional |
| NRP Setúbal (P363)           | 2018                 |                  | Marinha Portuguesa / Ministério da Defesa Nacional |
| Cruzeiros de Expedição Polar |                      |                  |                                                    |
| World Explorer               |                      | 2019             | Mystic Cruises                                     |
| World Voyager                | 2020                 |                  | Mystic Cruises                                     |
| World Navigator              | 2021                 |                  | Mystic Cruises                                     |
| World Traveller              | 2022                 |                  | Mystic Cruises                                     |

## Navios com construção programada
| Nome da embarcação           | Imagem           | Ano              | Cliente                                            | Notas            |
| Navios Militares             | Navios Militares | Navios Militares | Navios Militares                                   | Navios Militares |
| ---------------------------- | ---------------- | ---------------- | -------------------------------------------------- | ---------------- |
| NRP Funchal (P364)           |                  | 2027             | Marinha Portuguesa / Ministério da Defesa Nacional | [ 18 ]           |
| NRP Aveiro (P365)            | 2028             |                  | Marinha Portuguesa / Ministério da Defesa Nacional | [ 18 ]           |
| NRP ? (P366)                 | 2029             |                  | Marinha Portuguesa / Ministério da Defesa Nacional | [ 18 ]           |
| NRP ? (P367)                 | 2029             |                  | Marinha Portuguesa / Ministério da Defesa Nacional | [ 18 ]           |
| NRP ? (P368)                 | 2030             |                  | Marinha Portuguesa / Ministério da Defesa Nacional | [ 18 ]           |
| NRP ? (P369)                 | 2030             |                  | Marinha Portuguesa / Ministério da Defesa Nacional | [ 18 ]           |
| Cruzeiros de Expedição Polar |                  |                  |                                                    |                  |
| World Seeker                 |                  | 2025             | Mystic Cruises                                     | [ 15 ]           |
| World Adventurer             | 2026             |                  | Mystic Cruises                                     | [ 15 ]           |
| World Discoverer             | 2027             |                  | Mystic Cruises                                     | [ 15 ]           |
| Cruzeiros de Rio             |                  |                  |                                                    |                  |
| Estrela                      |                  | 2025             | Australian Pacific Touring                         | [ 22 ]           |
| Cruzeiros                    |                  |                  |                                                    |                  |
| ?                            |                  | 2026             | Ryobi Holdings                                     | [ 23 ]           |